# Wyspa Pokoju

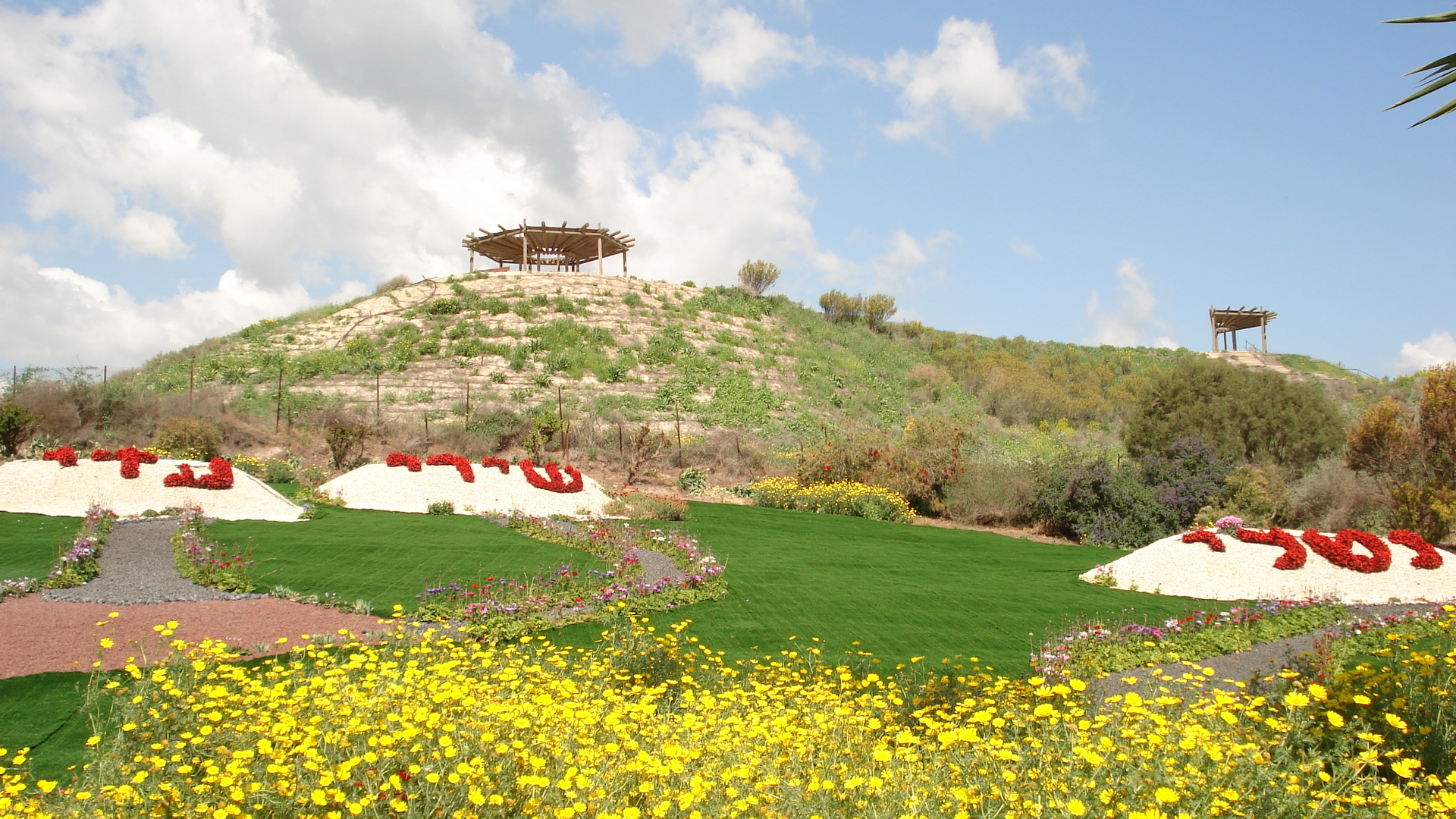
Wyspa Pokoju, Naharajim

Wyspa Pokoju – park zlokalizowany u zbiegu rzek Jordan i Jarmuk, na obszarze Izraela i Jordanii na terenie dawnej naharajimskiej elektrowni wodnej.

## Historia
Pobrzeża Jordanu w miejscu dzisiejszej Wyspy Pokoju były w rękach Żydów jeszcze przed utworzeniem niepodległego Izraela. W 1927 rozpoczęła się budowa elektrowni wodnej, którą ukończono pięć lat później. Zakończyła działalność w wyniku wojny w 1948.
Na mocy izraelsko-jordańskiego traktatu pokojowego z 1994 teren został oddany Jordanii. Jednak przedstawiciele tego kraju wyrazili zgodę, by izraelscy rolnicy z kibucu Aszdot Ja’akow Ichud nadal tradycyjnie uprawiali tu ziemię. Obywatelom Izraela zezwolono przez kilka godzin dziennie na wstęp na podstawie dowodu tożsamości, bez paszportu i wizy. Miało to wpłynąć na rozwój współpracy między obydwoma państwami.

## Masakra w 1997 roku
13 marca 1997 uczniowie jednej ze szkół w Bet Szemesz byli na wycieczce w Dolinie Jordanu. W wyniku ostrzału dokonanego przez jordańskiego żołnierza Ahmada ad-Dakamisę życie straciło siedem nastoletnich dziewcząt, zaś kilka innych zostało rannych. Po tragedii król Jordanii Husajn udał się do Bet Szemesz z kondolencjami, prosząc w imieniu swojego kraju o wybaczenie.
W lutym 2011 jordański minister sprawiedliwości zażądał wcześniejszego zwolnienia ad-Dakamisy z dożywotniego więzienia, uznając go za bohatera. Pomysł zyskał poparcie w parlamencie, lecz nie został zrealizowany. Ostatecznie ad-Dakamisa wyszedł z więzienia w marcu 2017 roku po odbyciu kary 20 lat pozbawienia wolności.

## Transport
Do parku dojeżdża się drogą nr 7188, od strony skrzyżowania z drogą nr 90 przy wiosce Menachemja.